# 室田雄平
室田 雄平（むろた ゆうへい、1985年2月13日 - ）は、日本のアニメーター、キャラクターデザイナー。

## 略歴
サンライズ作画塾（作画実習プログラム）を経て、「ラブライブ!シリーズ」のキャラクターデザイナーを務めた。テレビアニメ『ラブライブ！』では西田亜沙子と共にキャラクターデザインを務めた。

## 作品

### テレビアニメ
2008年
- 機動戦士ガンダム00（第二原画）
- 宇宙をかける少女（原画・第二原画）

2009年
- FAIRY TAIL（2009年 - 2010年、原画・第二原画）
- 黒神 The Animation（原画）
- 戦場のヴァルキュリア（原画）
- バトルスピリッツ 少年突破バシン（原画）
- よくわかる現代魔法（原画）
- 銀魂（原画）
- キディ・ガーランド（原画）

2010年
- バトルスピリッツ 少年激覇ダン（第二原画）
- ポケットモンスター ダイヤモンド&パール（原画）
- 迷い猫オーバーラン!（原画）
- みつどもえ（原画）
- とある科学の超電磁砲（原画）
- STAR DRIVER 輝きのタクト（原画）

2011年
- セイクリッドセブン（原画）
- みつどもえ 増量中!（原画）
- あの日見た花の名前を僕達はまだ知らない。（原画）
- TIGER＆BUNNY（原画）
- 境界線上のホライゾン（原画）

2012年
- 咲-saki- 阿知賀編 episode of side-A（原画）
- アクセル・ワールド（原画）
- プリティーリズム・オーロラドリーム（原画）

2013年
- ラブライブ!（キャラクターデザイン・メインアニメーター・総作画監督・原画・第二原画）
- 革命機ヴァルヴレイヴ（原画）
- 進撃の巨人（原画）
- きんいろモザイク（原画）

2014年
- ラブライブ!（第2期、キャラクターデザイン・メインアニメーター・総作画監督・原画）
- バディ・コンプレックス 完結編 -あの空に還る未来で-（第二原画）

2015年
- 攻殻機動隊RISE ALTERNATIVE ARCHITECTURE（原画）
- 山田くんと7人の魔女（エンドカード）

2016年
- ラブライブ!サンシャイン!!（キャラクターデザイン・総作画監督）
- Occultic;Nine -オカルティック・ナイン-（エンドカード）

2017年
- 亜人ちゃんは語りたい（原画）
- ラブライブ!サンシャイン!!（第2期、キャラクターデザイン・総作画監督・ダンス衣装デザイン）

2020年
- 恋する小惑星（原画）

2021年
- ラブライブ!スーパースター!!（キャラクターデザイン原案）
- 先輩がうざい後輩の話（総作画監督）

2022年
- 可愛いだけじゃない式守さん（総作画監督、作画監督）

2024年
- 時々ボソッとロシア語でデレる隣のアーリャさん（キャラクターデザイン・総作画監督）

2025年
- 紫雲寺家の子供たち（総作画監督）

2026年
- 鎧真伝サムライトルーパー（メインキャラクターデザイン）
- 時々ボソッとロシア語でデレる隣のアーリャさん（第2期、キャラクターデザイン）

### 劇場アニメ
- いばらの王（2010年）原画
- 魔法少女リリカルなのは The MOVIE 2nd A's（2012年）原画
- ラブライブ!The School Idol Movie（2015年）キャラクターデザイン・アニメーションディレクター・総作画監督
- ラブライブ!サンシャイン!! The School Idol Movie Over the Rainbow（2019年）キャラクターデザイン・総作画監督・ライブパート衣装デザイン

### OVA
- 装甲騎兵ボトムズ Case;IRVINE（2011年）原画
- 機動戦士ガンダムUC episode 4 重力の井戸の底で（2011年）原画
- 攻殻機動隊ARISE border 2 Ghost Whispers（2013年）原画

### その他
- ラブライブ!（2010年-）キャラクターデザイン
- ラブライブ!サンシャイン!!（2015年-）キャラクターデザイン
- 第66回NHK紅白歌合戦 ラブライブ! ショートアニメーション（2015年）作画監督[11]
- ラブライブ! × ウォーターリングキスミント コラボCM（2016年）原画[12]

## 著作
- 『アニメーター室田雄平が考える ヒットするキャラクターデザインの作り方』玄光社、2020年9月30日。ISBN 978-4768313879。